# Ncdu
O ncdu (NCurses Disk Usage) é um utilitário de disco para sistemas Unix. Seu nome se refere ao seu propósito similar ao utilitário du, mas ncdu usa uma interface de usuário baseada em texto sob a biblioteca de programação [n]curses. Os usuários podem navegar pela lista usando as teclas de seta e excluir arquivos que estão ocupando muito espaço pressionando a tecla 'd'. A versão 1.09 e posteriores podem exportar a listagem de arquivos no formato JSON.